# Дооренбос, Симон Готфред Алберт
Симон Готфрид Альберт Дооренбос (7 октября 1891–1980) — голландский ботаник и садовник, известный своей деятельностью на посту директора Департамента парков Гааге с 1927 до его выхода на пенсию в 1957 году, с коротким перерывом в течение Второй мировой войны, когда он был уволен и выселен нацистами при отказе вырубать деревья и кустарники, чтобы облегчить строительство стартового комплекса Фау-1.
Дооренбос начал свою карьеру как представитель питомника в 1915 году, посещая Великобританию и США. На протяжении долгой карьеры он занимался культивацией ряда важных сортов, в том числе "Symphoricarpos × doorenbosii", "Betula utilis" 'Doorenbos', и многочисленные георгины. Возможно, его наиболее известным достижением стал гибрид вяза сорта 'Den Haag', на самом деле он был первым, кто работал над скрещением вязов, для того чтобы получить сорта устойчивы к голландской болезни вязов. Дооренбос также был ответственным за внедрение гималайского вяза "Ulmus wallichiana" в Европу, черенки которого он получил с дендрария Арнольда в 1929 году; впоследствии этот вид сыграл важную роль в голландской программе разведения вяза.
В 1926 году Дооренбос основал на 14 га дендрарий "Landengebied" в Гааге. Дендрарий в настоящее время (2014 р.) имеет около 695 различных видов деревьев, в том числе 41 очень редких видов, таких как японский конский каштан (лат. Aesculus turbinata), плакучая серебряная липа лат. Tilia tomentosa cult. 'Petiolaris') и японская хурма (лат. Diospyros kaki).
Дооренбос был одним из основателей Международного дендрологического общества; кроме садоводства он был также захвачен голубеводством.

## Виды растений названы в честь С.Дооренбоса
"Symphoricarpos × doorenbosii", "Betula utilis" 'Doorenbos', "Iris" 'Gerrie Doorenbos', "Rosa" 'Anneke Doorenbos'.